# Pseudo Aristóteles
Pseudo-Aristóteles es la denominación que se ha dado a los autores de diversas obras que trataron de hacerse pasar por escritos de Aristóteles, sin serlo, o que fueron atribuidas en algún determinado momento a él y posteriormente se comprobó que tal atribución era errónea.
Algunos de estos libros pueden situarse en un marco temporal contemporáneo de Aristóteles, otros fueron elaborados en los siglos posteriores e incluso algunos surgieron en el mundo árabe durante la Edad Media.
Dentro de estas obras que se consideran falsamente atribuidas a Aristóteles pueden distinguirse las que se integraron en un primer momento en el llamado Corpus aristotelicum y las que no figuraron en él.

## DelCorpus aristotelicum
| Nombre en español                   | Nombre en griego                   | Nombre en latín               | Observaciones y posibles autores |
| ----------------------------------- | ---------------------------------- | ----------------------------- | --- |
| Del mundo                           | Περὶ κοσμοῦ                        | De mundo                      | Hasta la Edad Media se consideraba de Aristóteles pero desde Erasmo de Róterdam se estima que es obra de un escéptico del siglo I o Posidonio. |
| Del espíritu                        | Περὶ πνεύματος                     | De spiritu                    | Se ha supuesto que es obra del siglo III a. C. |
| De los colores                      | Περὶ χρωμάτων                      | De coloribus                  | Se atribuye a Teofrasto o a un peripatético de su entorno. |
| De los audibles                     | Περὶ ἀκουστῶν                      | De audibilibus                | Supuestamente es del siglo III a. C. |
| Fisiognómica                        | Φυσιογνωμονικῶν                    | Physiognomonica               | Aunque las tesis que defiende tienen su origen en Aristóteles, la redacción de la obra no es aristotélica. |
| De las plantas                      | Περὶ φυτῶν                         | De plantis                    | El texto que se ha conservado es una traducción latina de un texto árabe que fue nuevamente traducido al griego. Es atribuido por algunos a Nicolás de Damasco. |
| Audibles admirables                 | Περὶ θαυμασίων ἀκουσμάτων          | Mirabilibus auscultationibus  | Probablemente es del siglo III a. C. |
| Mecánica                            | Προβληματα μηχανικά                | Problemata mechanica          | Suele situarse a principios del siglo III a. C. Posiblemente de los primeros peripatéticos, como Estratón. |
| De la indivisibilidad de las líneas | Περὶ ἀτόμων γραμμῶν                | De lineis insecabilibus       | Diógenes Laercio lo atribuyó a Teofrasto. |
| Sitios y nombres de los vientos     | Ἀνέμων θέσεις καὶ προσηγορίαι      | Ventorum situs et cognomina   | Se supone que fue escrito por un autor peripatético de la época de Teofrasto o posterior. |
| Sobre Meliso, Jenófanes y Gorgias   | Περὶ Μελισσου, Ξενοφάνους, Γοργίου | De Melisso, Xenophane, Gorgia | Se discute su autenticidad: algunos historiadores creen que sí puede ser de Aristóteles aunque suele atribuirse a un peripatético del siglo III a. C. o a un peripatético ecléctico del siglo I. |
| De virtudes y vicios                | Περὶ ἀρετῶν καὶ κακίων             | De virtutibus et vitiis       | Procede de la época de Teofrasto. |
| Económicos                          | Οἰκονομικῶν                        | Oeconomica                    | Tratado dividido en tres libros que pudieron ser realizados por diferentes autores, desde peripatéticos hasta estoicos. Fue elaborado probablemente entre los siglos II y I a. C. El libro III se le considera como obra de un peripatético entre el 250 y el 30 a. C. y en parte de un estoico entre el 100 y el 400 d. C. |
| Retórica para Alejandro             | Ῥητορικὴ πρὸς Ἀλέξανδρον           | Rhetorica ad Alexandrum       | La obra se atribuye a Anaxímenes de Lámpsaco y pertenece al siglo IV a. C. La carta de dedicatoria a Alejandro Magno que figura en ella no se considera auténtica, desde tiempos de Erasmo de Róterdam. |

## Fuera delCorpus aristotélico
| Nombre en español                         | Nombre en griego | Nombre en latín        | Observaciones                                                               |
| ----------------------------------------- | ---------------- | ---------------------- | --------------------------------------------------------------------------- |
| Libro de las causas                       |                  | Liber de causis        | Alberto Magno la consideró de Aristóteles.                                  |
| Libro de la manzana                       |                  | Liber de pomo          | Conocida a través del mundo árabe.                                          |
| Problemas no publicados                   |                  | Problemata inedita     | Se supone que es obra de un compilador posterior a Alejandro de Afrodisias. |
| El secreto de los secretos                |                  | Secretum secretorum    | Conocida a través del mundo árabe.                                          |
| Libro de las piedras                      |                  | De lapidibus           | Conocida a través del mundo árabe. Obra original de Teofrasto.              |
| Teología de Aristóteles                   |                  | Theologia aristotelica | Conocida a través del mundo árabe.                                          |
| Castigos de Aristóteles a Alejandro Magno |                  |                        |                                                                             |